# Justyna Świerczyńska
Justyna Świerczyńska (ur. 26 lutego 1987 w Złotowie) – polska lekkoatletka, chodziarka klubu PLKS Gwda Piła.